# ジョン・リチャード・シンプロット
ジョン・リチャード・シンプロット（英: John Richard Simplot, 1909年1月4日 - 2008年5月25日）は、アメリカ合衆国の実業家。世界初の冷凍フライドポテト企業「シンプロット」の創業者であり、「ポテト王」の異名をもつ。2007年の「フォーブス400」では、米国第89位の億万長者とされた。
J・R・シンプロット、ジャック・シンプロットとも呼ばれる。

## 生涯・業績
1909年アイオワ州に生まれた後、一家でアイダホ州に移る。14歳のとき家出・退学して働き始め、1929年20歳のときシンプロットを創業。1940年代、世界初の冷凍ポテトを開発、1960年代からマクドナルドに納品し始め「ポテト王」となるに至る。1973年まで社長、1994年まで会長、2008年の逝去まで名誉会長の地位にあった。
1980年、アイダホ州の半導体企業マイクロン・テクノロジ（1978年創設）を買収。「ポテト王」と同時に「パソコン王」にもなる。
その他、アイダホ州ポカテロ市の史跡公園「シンプロット・スクエア」の設立などでも知られる。
2008年、老衰により99歳で没した。

## 関連書籍
- エリック・シュローサー 著、楡井浩一 訳『ファストフードが世界を食いつくす』草思社、2001年。ISBN 9784794210715。（第5章「フライドポテトはなぜうまい」）